# Alexei Stanislawowitsch Jelissejew
Alexei Stanislawowitsch Jelissejew (russisch Алексей Станиславович Елисеев; eigentlich Alexei Kuraitis, * 13. Juli 1934 in Schisdra, Oblast Kaluga, Russische SFSR) ist ein ehemaliger sowjetischer Kosmonaut.
Alexei Stanislawowitsch Jelissejew wurde als Alexei Kuraitis geboren. Sein Vater Stanislaw A. Kuraitis war Litauer, seine Mutter Russin. Nachdem 1939 sein Vater wegen angeblicher antisowjetischer Propaganda zu fünf Jahren Zwangsarbeit in einem Gulag verurteilt worden war, nahm er aus Furcht vor künftigen Repressionen 1950 den Namen seiner Mutter an.

## Ausbildung
Jelissejew studierte Maschinenbau an der Moskauer Staatlichen Technischen N.E.Bauman-Universität in Moskau, die er 1957 absolvierte; er arbeitete bis zu seiner Aufnahme als Kosmonaut als Ingenieur im Raketenkonstruktionsbüro Sergei Koroljows. 1967 als Kandidat der technischen Wissenschaften aufgenommen promovierte der Ingenieur 1973 zum Doktor der technischen Wissenschaften.

## Raumfahrertätigkeit
Nachdem Jelissejew bereits 1966 in das Kosmonautencorps aufgenommen worden war, wurde der Ingenieur am 27. Mai 1968 durch das Zentrale Konstruktionsbüro des Maschinenbaus als Kosmonaut ausgewählt. Am 15. Januar 1969 flog er als Bordingenieur mit Sojus 5 in den Weltraum, wo sein Schiff durch Kopplung mit Sojus 4 die erste experimentelle Orbitalstation bildete. Durch eine EVA stieg er am 16. Januar 1969 gemeinsam mit Jewgeni Chrunow in Sojus 4 um. Neun Monate später war Jelissejew als Bordingenieur Mitglied der Besatzung von Sojus 8, die zusammen mit Sojus 6 und Sojus 7 den ersten Gruppenflug dreier Raumschiffe durchführten. Seinen letzten Flug in den Weltraum hatte Jelissejew ebenfalls als Bordingenieur von Sojus 10, deren vollständige Kopplung an Saljut 1 nicht gelang.

## Nachfolgende Tätigkeiten
Nachdem Alexei Jelissejew am 19. Dezember 1985 aus dem Kosmonautenkorps ausschied, wurde er Rektor der Bauman-Hochschule Moskau. 1991 wurde er in den Ruhestand versetzt.

## Privates
Jelissejew ist verheiratet und hat ein Kind.

## Auszeichnungen
Alexei Jelissew wurde zweimal mit dem Orden Held der Sowjetunion (22. Januar und 22. Oktober 1969) sowie zweimal mit dem Leninorden ausgezeichnet.

## Nachweise
- spacefacts.de: Kurzbiografie
- Alexei Stanislawowitsch Jelissejew in der Encyclopedia Astronautica (englisch)

| Personendaten    | Personendaten                             |
| ---------------- | ----------------------------------------- |
| NAME             | Jelissejew, Alexei Stanislawowitsch       |
| ALTERNATIVNAMEN  | Елисеев, Алексей Станиславович (russisch) |
| KURZBESCHREIBUNG | sowjetischer Kosmonaut, Ingenieur, Rektor |
| GEBURTSDATUM     | 13. Juli 1934                             |
| GEBURTSORT       | Schisdra, Sowjetunion                     |